# 索恩角
索恩角（英語：Thorne Point），是南極洲的海岬，位於葛拉漢地的盧貝海岸，處於蘭米爾灣西部，是阿羅史密斯半島的西北端，在1960年由英國研究隊繪入地圖，現時由南極條約體系管理。